# День Польского подпольного государства
День Польского подпольного государства (пол. Dzień Podziemnego Państwa Polskiego) — польский государственный праздник, установленный в память Польского подпольного государства, действовавшего во время германской оккупации времён II Мировой войны. Отмечается ежегодно 27 сентября с 1998 года. Праздник является рабочим днём.

## Значение
Праздник установлен в честь Польского подпольного государства — единственного легитимного польского национального государственного образования, существовавшего во время германской оккупации с 1939—1945 гг.

## История
27 сентября 1939 года в занятой немецко-фашистскими войсками Варшаве высшие офицеры Войска Польского создали организацию «Служба победе Польши», которая стала первой военизированной подпольной организацией польского сопротивления оккупантам.
11 сентября 1998 года Польский Сейм, ссылаясь на создание 27 сентября 1939 года организации «Службы победе Польши», установил новый государственный праздник в честь Польского подпольного государства.
В уставе праздника говорится:

«Это историческое событие положило начало строительству Польского подпольного государства, являющегося феноменом не только II Мировой войны».

## Источник
- M.P. 1998 nr 30 poz. 414 (пол.)